# Hippoboscidae
Los hipobóscidos (Hippoboscidae) son una familia de dípteros braquíceros del infraorden Schzophora. Son parásitos obligados de mamíferos y aves. Las especies aladas de esta familia pueden volar relativamente bien, otras tienen alas vestigiales y no vuelan. La mayor parte del desarrollo larvario tiene lugar dentro del cuerpo de la  madre y se transforman en pupas casi inmediatamente después de nacer.

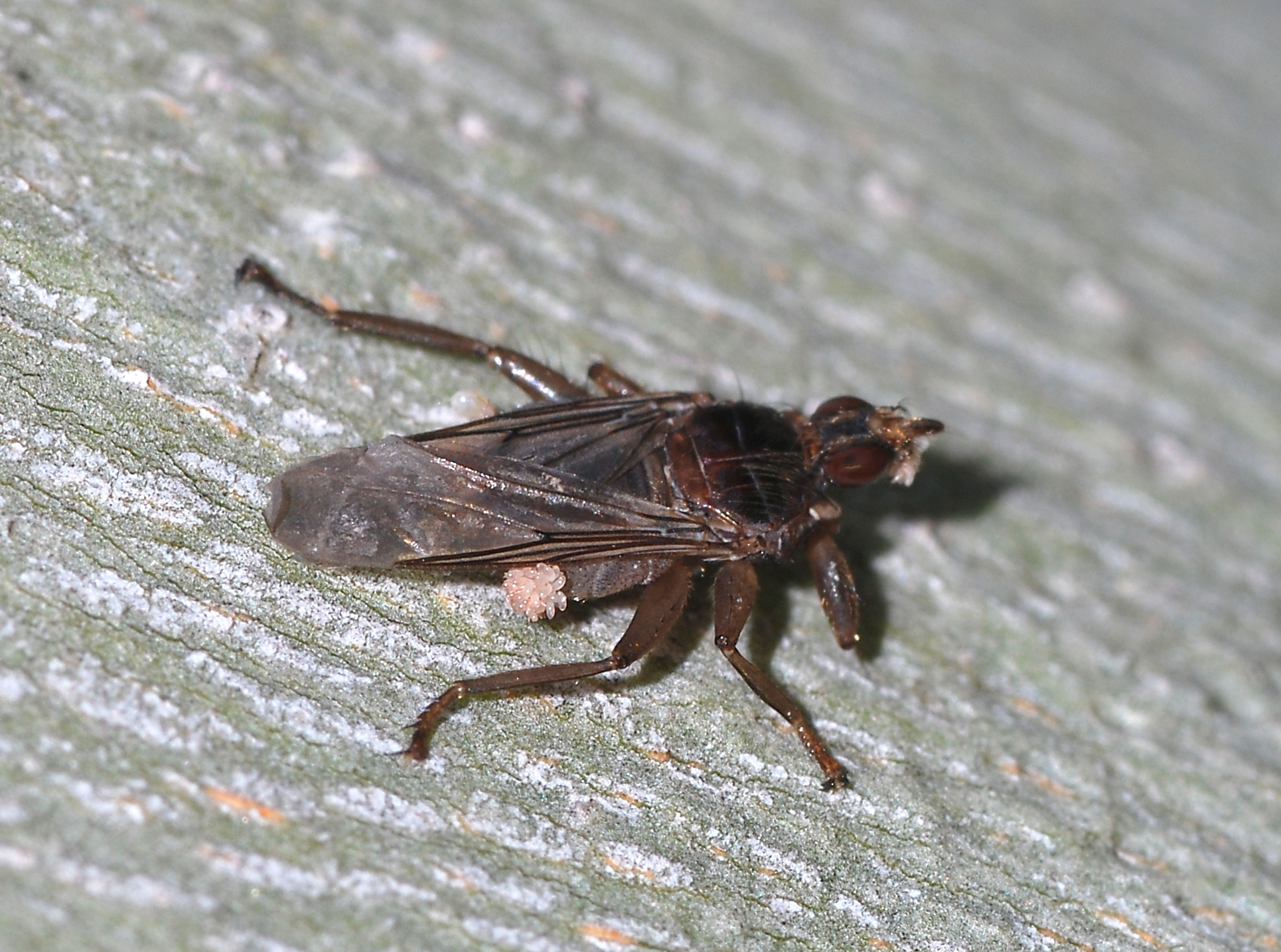
Pseudolynchia canariensis

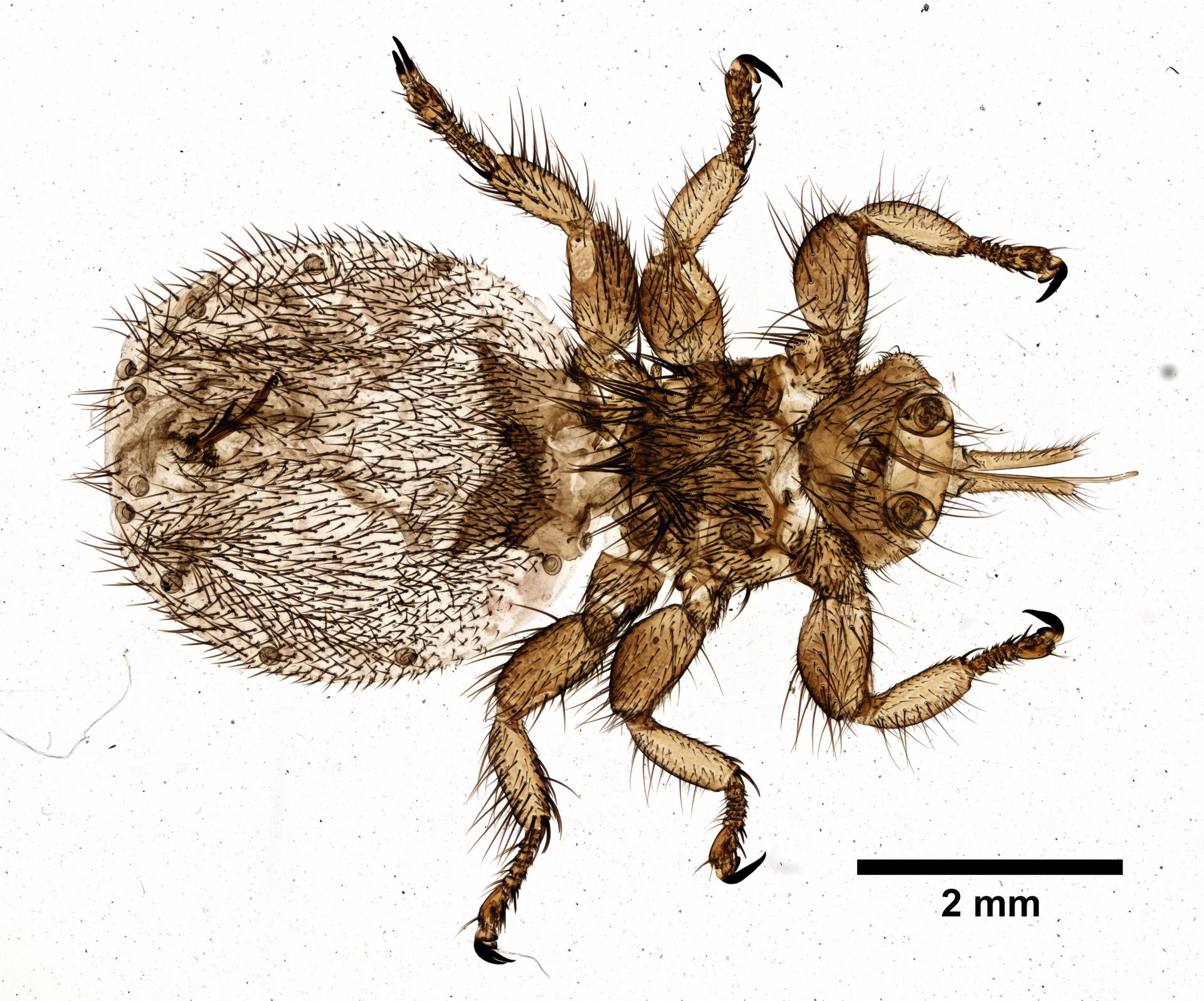
Melophagus ovinus

## Sistemática
En algunas taxonomías obsoletas el grupo es denominado Pupipara, en referencia a que las hembras paren larvas ya desarrolladas listas para entrar en el estadio de pupa.
- Subfamilia Ornithomyinae Bigot, 1853

- Género Allobosca Speiser, 1899 (1 especie)
- Género Austrolfersia Bequaert, 1953 (1 especie)
- Género Crataerina von Olfers, 1816 (8 species)
- Género Icosta Speiser, 1905 (52 especies)
- Género Microlynchia Lutz, 1915 (4 species)
- Género Myophthiria Róndani, 1875 (13 especies)
- Género Olfersia Leach, 1817 (7 especies)
- Género Ornithoctona Speiser, 1902 (12 especies)
- Género Ornithoica Róndani, 1878 (24 especies)
- Género Ornithomya Latreille, 1802 (29 especies)
- Género Ornithophila Róndani, 1879 (2 species)
- Género Ortholfersia Speiser, 1902 (4 especies)
- Género Phthona Maa, 1969 (3 species)
- Género Proparabosca Theodor & Oldroyd 1965 (1 especie)
- Género Pseudolynchia Bequaert, 1926 (5 especies)
- Género Stilbometopa Coquillett, 1899 (5 especies)

- Subfamilia Hippoboscinae

- Género Hippobosca Linnaeus, 1758 (7 especies)
- Género Struthibosca Maa, 1963 (1 especie)

- Subfamilia Lipopteninae

- Género Lipoptena Nitzsch, 1818 (30 especies)
- Género Melophagus Latreille, 1802 (3 especies)
- Género Neolipoptena Bequaert, 1942 (1 especie)